# Veits-Marterl

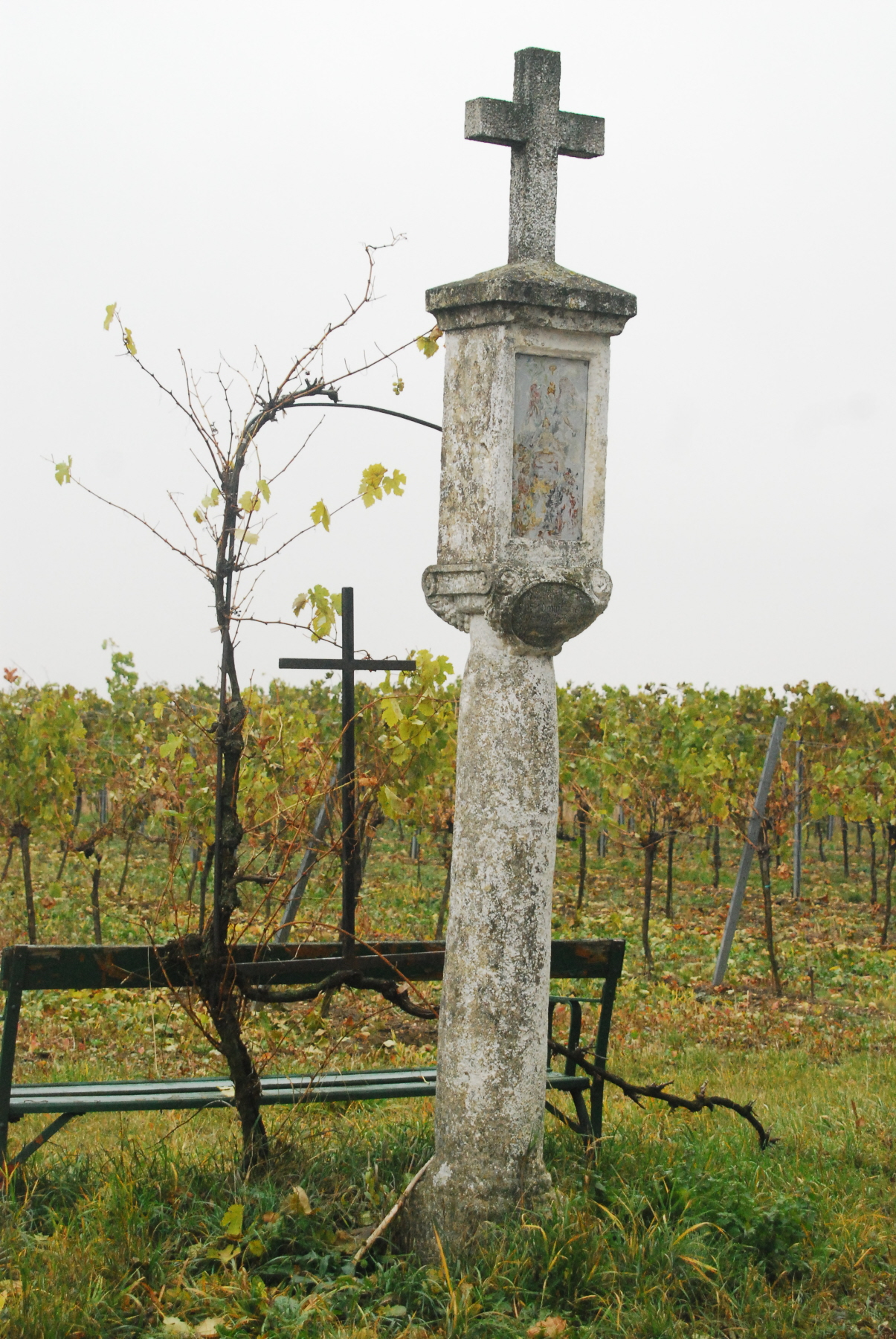
Veithmarterl in Pulkau

Das dem heiligen Veit geweihte Veits-Marterl oder auch Veithmarterl ist ein Bildstock im österreichischen Pulkau. Er steht unter Denkmalschutz Listeneintrag.

## Geschichte und Beschreibung
Auf einer runden Steinsäule sitzt ein an der Unterseite mit Weintraubengirlanden geschmückter Tabernakel, auf dem ein schlichtes Steinkreuz sitzt. An der der Straße zugewandten Seite befindet sich ein auf einer Blechplatte gemaltes Bild aus dem Jahr 2003.
Es stammt vom akademischen Maler Dimov und stellt den heiligen Veit in einem Kessel dar. Auf einer Seite des Kessels sind Folterknechte in römischen Uniformen dargestellt und auf der anderen Menschen bei einer Prozession. Dieses Werk ersetzt ein älteres, durch Rost zerstörtes Bildnis. Dieses stellte den heiligen Veit in einem mit Öl gefüllten Kessel mit vier Folterknechten dar, von denen einer Holz in das unter dem Kessel brennende Feuer legt. Ein Engel mit ausgebreiteten Händen befand sich im Hintergrund.
Unterhalb des Bildes befindet sich eine ebenfalls mit Weintraubengirlanden geschmückte ovale Steintafel mit der Inschrift „H. Vitus bitt fir – uns, damit Gott ale – Schaur und schädliche – Ungewitter wend ab – von uns 1716“.